# Tempel von Baran

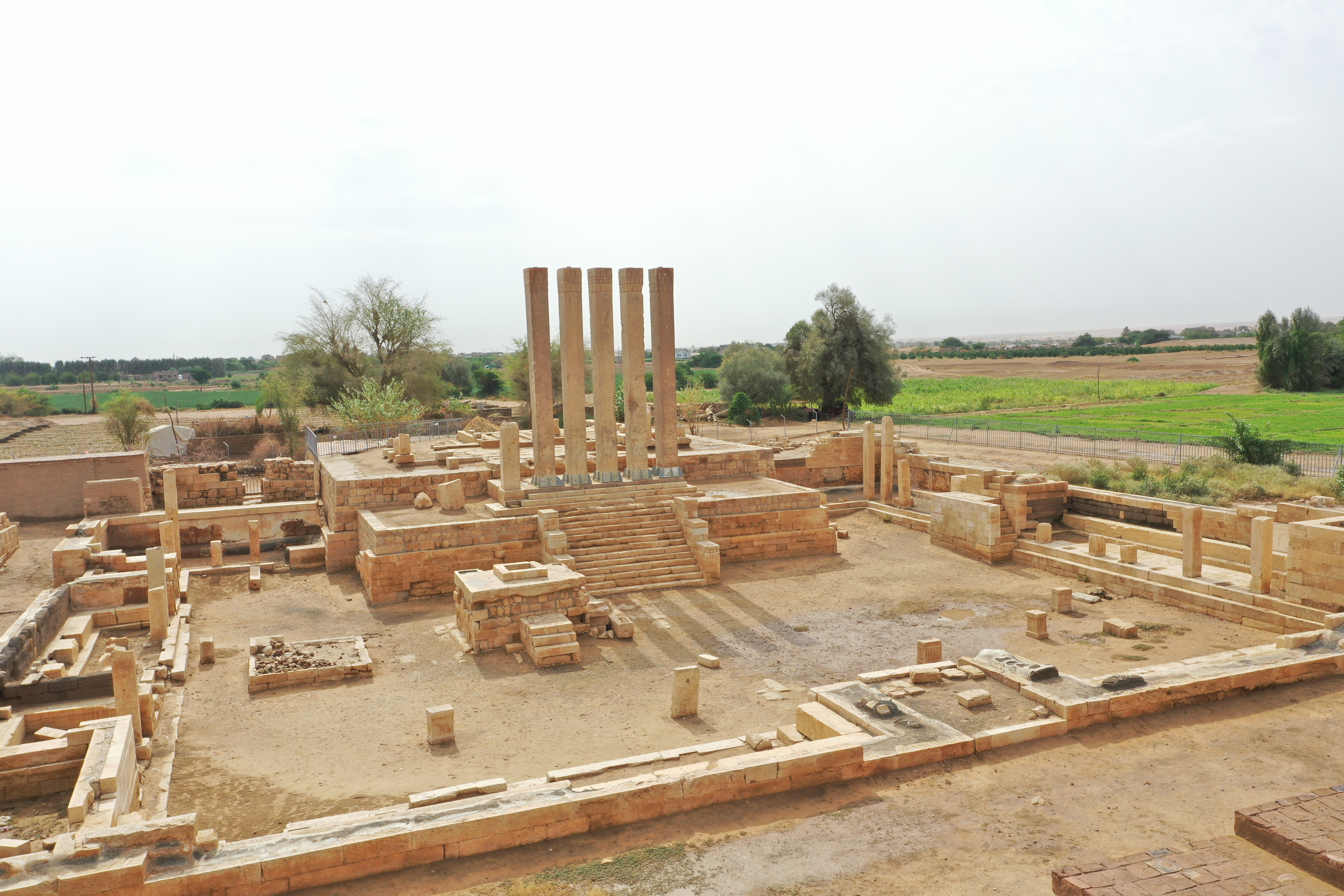
Der Baran-Tempel

Der Tempel von Baran (arabisch معبد بران) ist einer der wichtigsten sabäischen Tempel, die außerhalb von Marib, der Hauptstadt des sabäischen Reiches, erbaut wurden. Er wird auch Thron der Bilqis (arabisch عرش بلقيس) genannt, da die Einheimischen glaubten, es handele sich um den tatsächlichen Thron der Königin Bilqis, die im Koran erwähnt und mit dem Propheten Salomon in Verbindung gebracht wird.
Der Tempel war dem Mondgott Almaqah geweiht und wurde im ersten Jahrtausend v. Chr. aus großen Kalkstein- und Alabasterblöcken errichtet, von denen einige Wände noch bis zu drei Meter hoch sind. Bis etwa zum sechsten Jahrhundert diente er als wichtiges Pilgerziel.
2023 wurde der Tempel zusammen mit anderen Stätten des antiken Königreichs Saba in die Liste des UNESCO-Weltkulturerbes aufgenommen.

## Lage und Umgebung
Der Baran-Tempel befindet sich 3 km südlich der antiken Stadt Marib und 1,4 km westlich des Awâm-Tempels.
Er liegt inmitten bewässerter Felder und Obstgärten  in der südlichen Marib-Ebene, wo die einheimische Bevölkerung heute Zitrusfrüchte, Getreide, Gemüse, einige Palmen und Dornenbäume wie Sidar und Akazien anbaut.

## Geschichte
Der Baran-Tempel war mehr als 1500 Jahre lang eine wichtige religiöse Stätte für südarabische Pilger, die aus der Oase Marib und dem westlichen Hochland kamen. Er war vom frühen ersten Jahrtausend v. Chr. bis etwa zum sechsten Jahrhundert in Betrieb. Der Tempel durchlief vier historische Phasen. Die erste Phase, in der Vulkangestein für den Bau verwendet wurde, geht auf das zehnte Jahrhundert v. Chr. zurück.
Auf den Ruinen der ersten Phase wurde ein weiterer rechteckiger Tempel errichtet. Er ist umgeben von mehreren kleinen Räumen, die im östlichen Teil freigelegt wurden, dem heiligen Bereich in der Mitte und den Resten der nördlichen und südlichen Arkaden. All dies und die Keramikfragmente, die in dieser Bauphase gefunden wurden, deuten darauf hin, dass der Tempel zu Beginn des ersten Jahrtausends v. Chr. errichtet wurde und bis zum letzten Viertel des neunten Jahrhunderts v. Chr. bestand.
Im siebten Jahrhundert v. Chr. führte der Mukarrib von Saba in der dritten Phase wichtige architektonische Entwicklungen durch. Er baute den Tempel aus großen, sorgfältig polierten Kalksteinen und errichtete das Podium. Der Boden wurde mit Marmor und Alabaster gepflastert und der Tempel von Gängen und Säulenreihen umgeben. Die vierte Phase geht auf das fünfte Jahrhundert v. Chr. zurück, als der Tempel um einen großen Innenhof erweitert wurde, um Rituale und religiöse Zeremonien für die Gottheit Almaqah abzuhalten.
Im vierten Jahrhundert verdrängten Judentum und Christentum nach und nach die altsüdarabische Religion. Der Baran-Tempel wurde vernachlässigt, was zu Schlammablagerungen an seinen Mauern und Plätzen führte. Er wurde nicht mehr für Pilgerfahrten, Opfergaben und religiöse Rituale aufgesucht. Ab den 1940er Jahren wurden einige seiner Steine als Baumaterial im Gouvernement Ma'rib verwendet. In der Zwischenzeit besuchten Eduard Glaser, Ahmed Fakhry und andere Forscher den Baran-Tempel und beschrieben seine archäologischen Denkmäler. Von 1997 bis 2000 wurde der Tempel restauriert und die Säulen verstärkt, wodurch er sein heutiges Aussehen erhielt.

## Beschreibung
Der Tempel hat einen rechteckigen Grundriss mit einer Seitenlänge von 62 m × 75 m. Er wurde aus Kalk- und Alabastersteinen errichtet, die aus den Bergen um die Oase Marib stammen und teilweise zwei Meter lang und 30 bis 50 Zentimeter hoch sind. Er war dem Mondgott Almaqah geweiht, der Hauptgottheit des sabäischen Reiches. Es handelt sich um einen Hoftempel mit großen Toren, vor dem sich ein überdachter Baldachin befand.

### Vorhof
Der vordere Hof ist von einer Kalksteinmauer umgeben, deren innere Steinfassade sabäische Inschriften trägt, die als Gelübde an den Gott Almaqah zu verstehen sind. Die Ausdehnung des Hofes beträgt 36,5 Meter von Nord nach Süd und 31,5 Meter von Ost nach West. Im Inneren ist der Hof von Säulenhallen umgeben, die aus monolithischen Steinsäulen errichtet wurden, von denen nur noch die Sockel und einige bis zu vier Meter hohe Säulen erhalten sind. Im Hof wurden mehrere altsüdarabische Votivinschriften gefunden, die die sabäischen Könige dem Gott Almaqah, dem Herrn des Baran-Tempels, darbrachten. Dies wird durch das Vorhandensein von Silber- und Bronzestatuen des Mondgottes im Baran-Tempel belegt. Aus einer Inschrift geht hervor, dass ein sabäischer Anführer namens „Rabb Shams Yazd“ diese Statuen gestiftet hat.

### Heiliger Brunnen
In der Mitte des Vorhofs befindet sich ein heiliger Brunnen aus poliertem Kalkstein. Der Brunnen stammt aus dem sechsten Jahrhundert v. Chr. und ist über 18 Meter tief. Er wurde für den Gott Almaqah gegraben. Neben dem Brunnen befindet sich ein monolithisches Steinbecken, in dem das Wasser aufgefangen und in einen Kanal geleitet wurde. Der Kanal endet in einem geschnitzten Stierkopf, dem Symbol des Mondgottes. Schließlich floss das Wasser in ein weiteres, niedrigeres monolithisches Steinbecken.
Die Vorhalle ist an der Nord-, West- und Südseite von mehreren drei Meter hohen Mauern aus behauenem Kalkstein umgeben. Hinter der Vorhalle befinden sich an der West-, Nord- und Südseite zwei bis fünf Meter hohe und zwei bis vier Meter breite Lehmmauern. Vor der Westwand befinden sich mehrere kubische Marmorbänke und Steintische mit geometrischen Verzierungen in Form von Fenstern und massiven Nischen, die mit Inschriften in Musnad-Schrift und den Namen derer, die dem Gott Almaqah geopfert haben, versehen sind. Von den Bronze- und Steinstatuen sind nur noch Fußabdrücke erhalten.

### Podium

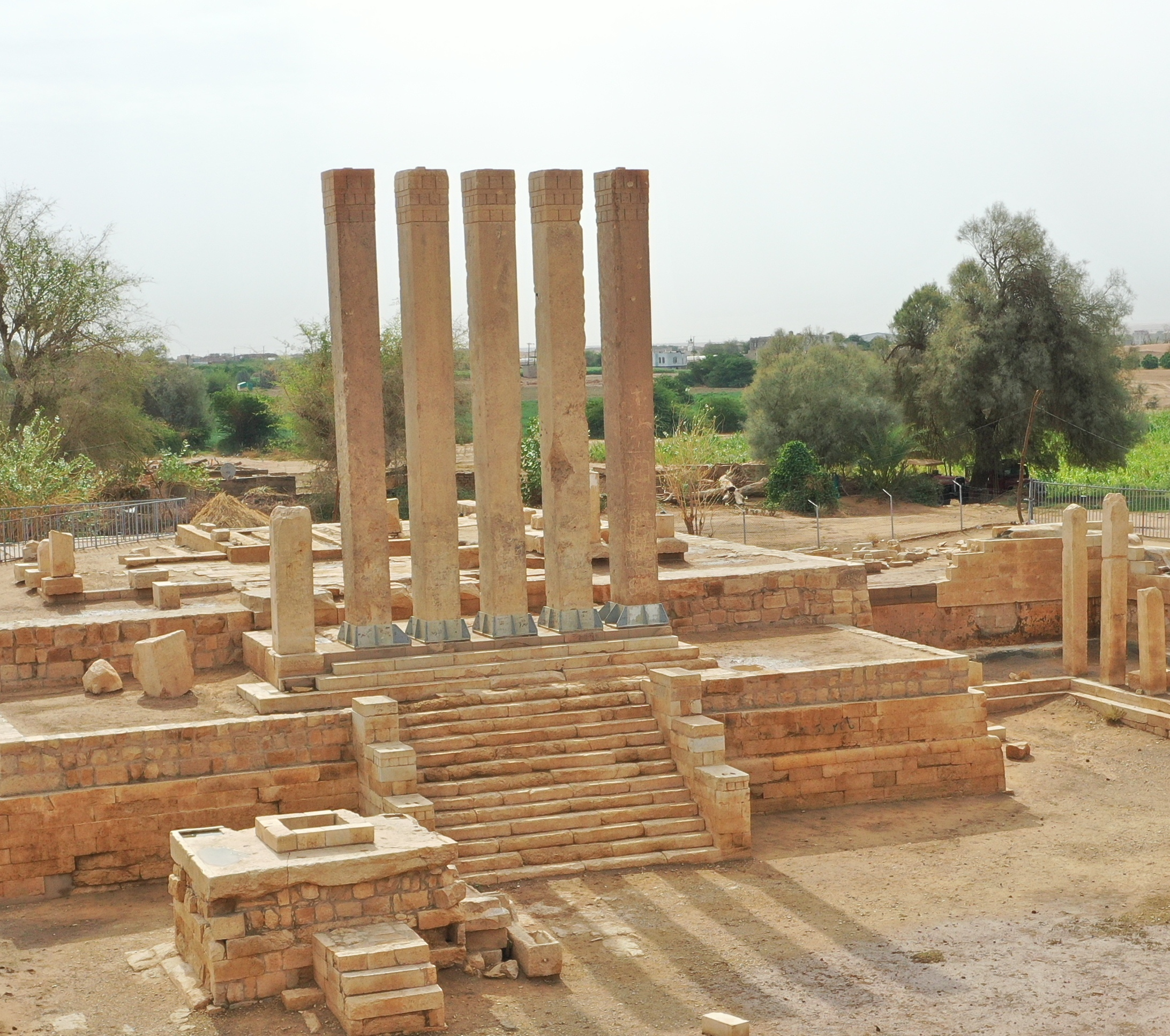
Das Podium mit den sechs Monumentalsäulen

Das Podium ist die wichtigste architektonische Einheit des Tempels und stammt aus dem siebten Jahrhundert v. Chr. Auf dem Podium stand eine Statue des Almaqah. Das Podium besteht aus poliertem Kalkstein in Form von zwei 1,70 Meter hohen Terrassen. Der Zugang erfolgte über eine Treppe aus poliertem Kalkstein mit 18 Stufen von 4,7 Meter Breite. Seitlich der Stufen befanden sich Bronzestatuen, von denen nur noch die Sockel erhalten sind.
Das Podium zeichnet sich durch seine kompakte Bauweise und sechs monumentale Steinsäulen mit einer Höhe von 8,2 Meter aus. Jede Säule wiegt etwa 13 Tonnen und hat einen rechteckigen Querschnitt von 87 × 62 Zentimeter; der Abstand zwischen den Säulen beträgt 63 Zentimeter. Selbst schwere Erdbeben konnten den Säulen im Laufe der Jahre nichts anhaben. Bis auf die sechste Säule, die ihren oberen Teil verloren hat, stehen alle noch. Die sabäischen Mukarriben verwendeten dasselbe Design für den Bau des Tempels von Yeha in Äthiopien im siebten Jahrhundert v. Chr.
Durch diese Säulen betritt man die eigentliche Kultstätte, in der die Gelübde und Opfergaben für Almaqah dargebracht wurden. Das Bauwerk besteht aus einer zentralen Halle, an deren Rändern balkenförmige Bänke standen, von denen nur noch die Fundamente erhalten sind. In der Mitte befinden sich zwei große Platten mit Löchern und Bronzeresten, die auf das Vorhandensein von Statuen hindeuten.

### Mauern und Tore
Der Tempel war von mehreren Mauern umgeben, von denen die älteste auf die erste Bauphase des Tempels zurückgeht. Es scheint, dass diese ersten Mauern zu Beginn des ersten Jahrhunderts v. Chr. zerstört wurden, als Aelius Gallus, der römische Präfekt in Ägypten, einen Feldzug gegen Marib führte (25–24 v. Chr.). An der West- und Nordseite des Tempelbezirks wurde eine drei bis fünf Meter hohe Lehmmauer mit drei rechteckigen Türmen errichtet, um den Tempel vor den Schlammablagerungen zu schützen, die sich vor der Aufgabe des Tempels um ihn herum angesammelt hatten (schätzungsweise 10 Millimeter pro Jahr).  Nach der Aufgabe des Tempels nahm die Sedimentationsrate zu, so dass zwei der drei Eingänge zum Innenhof geschlossen wurden und nur der nördliche Eingang offen blieb.
Der Baran-Tempel besaß mehrere Tore. Das wichtigste war das Westtor, das den Zugang zum Podium ermöglichte, dem oben beschriebenen monumentalen Tor aus sechs Säulen. Die anderen drei Tore befanden sich an der Nord-, West- und Südseite der Mauer, die den Innenhof umgab. Heute ist nur noch das Nordtor geöffnet, die beiden anderen sind durch Ablagerungen außerhalb des Tempels verschlossen. Es ist sehr wahrscheinlich, dass das Nordtor auf beiden Seiten mit großen Inschriften mit Votiv- oder Gesetzescharakter geschmückt war.